# Liparis fucensis
Liparis fucensis is een straalvinnige vissensoort uit de familie van snotolven (Cyclopteridae). De wetenschappelijke naam van de soort is voor het eerst geldig gepubliceerd in 1896 door Gilbert.